# Fedcupový tým Polska
Polsko v Billie Jean King Cupu reprezentuje Polsko v tenisové soutěži ženských týmů od roku 1966 pod vedením národního tenisového svazu Polski Związek Tenisowy.
Světové čtvrtfinále si Polsko poprvé zahrálo v roce 1992, kdy podlehlo Německu 0–3 na zápasy. Podruhé pak roku 2015 prohrálo s Ruskem poměrem 0–4. Nejlepším výsledkem je semifinálová účast z roku 2024.
Nehrajícím kapitánem je Dawid Celt, manžel Agnieszky Radwańské, rekordmanky týmu v počtu 42 vyhraných utkání včetně 34 dvouher.

## Statistiky
Hráčským týmovým statistikám vévodí bývalá světová dvojka Agnieszka Radwańská, která vyhrála 42 utkání včetně 34 dvouher. Nejvíce, 28 vítězných čtyřher si připsala Alicja Rosolská, která nastoupila i do nejvyššího počtu 41 mezistátních zápasů v rekordních šestnácti ročnících.
Dvacet a více utkání vyhrály Agnieszka Radwańská, Alicja Rosolská, Klaudia Jansová-Ignaciková a Magdalena Feistelová. Jako nejmladší členka týmu do soutěže zasáhla Urszula Radwańská, když v 15 letech a 140 dnech odehrála utkání dubnové 2. skupiny euroafrické zóny 2006  proti Turecku. Naopak nejstarší Polkou v soutěži se stala Rosolská, jíž bylo 37 let a 135 dní v dubnovém kvalifikačním kole 2023 proti Kazachstánu. V nejdelším týmovém zápase, trvajícím 2:58 hodiny, podlehla Agnieszka Radwańská Belgičance Yanině Wickmayerové ve 2. světové skupině 2010. Obrat ze stavu 0–2 se Polsku nikdy nepodařil.

## Historie

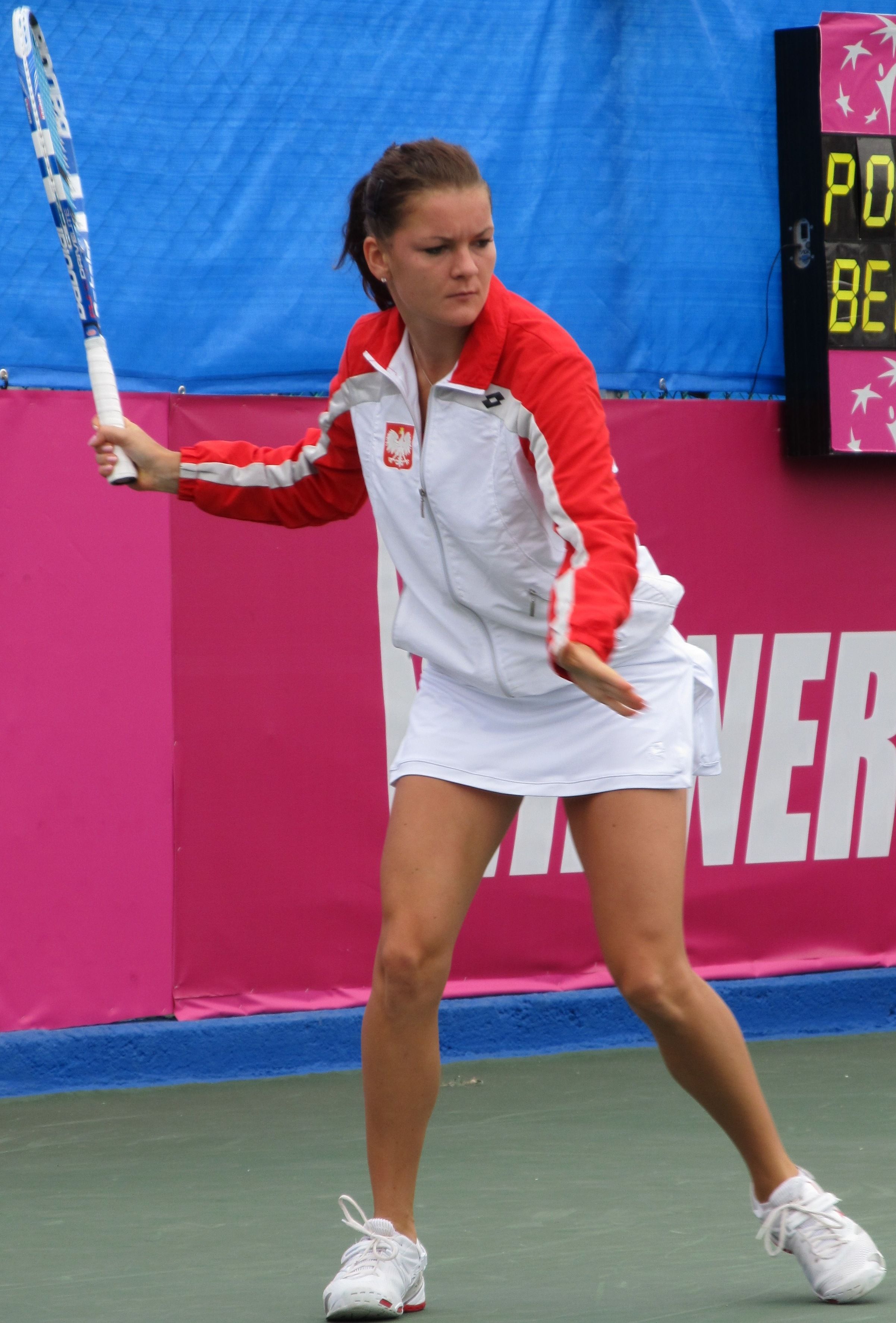
Agnieszka Radwańská v baráži 1. euroafrické skupiny 2011 proti Bělorusce Azarenkové

Polsko v soutěži debutovalo ve čtvrtém ročníku, turínském Poháru federace 1966. Po výhře bez boje vypadlo ve druhém kole s Československem. Po vyřazení v téže fázi ročníku 1968 od Nizozemska, do turnaje zasáhlo až v roce 1974. Opět ve druhém kole nestačilo na Spojené státy. Další účast zaznamenalo v roce 1980, znamenající další porážku od Američanek. Do navazujících pěti ročníků nenastoupilo. Pravidelný každoroční start zahájilo v roce 1986 na zrekonstruovaném štvanickém areálu, kde zvládlo kvalifikaci proti Mexiku. Časnou porážku v hlavním turnaji mu přivodila Jugoslávie.
Čtvrtfinále si Polky poprvé zahrály rok po založení Světové skupiny, na frankfurtském Poháru federace 1992. Katarzyna Nowaková, Magdalena Feistelová a Katarzyna Teodorowiczová-Lisowská zdolaly Izrael v čele se Smašnovovou. Nezastavilo je ani Švédsko vedené Lindqvistovou. Mezi poslední osmičkou však neuhrály žádný bod proti favorizovaným Němkám, Grafové a Huberové, které celý ročník ovládly.
Těsná výhra v barcelonské světové baráži 2014 nad Španělskem znamenala, že se Polsko poprvé od roku 1994 vrátilo do nejvyšší úrovně, Světové skupiny. Dva singlové body získala jediná polská členka v první padesátce žebříčku, Agnieszka Radwańská. Společně s Alicjí Rosolskou pak triumfovaly v rozhodující čtyřhře. Účast mezi elitní osmičkou týmů, znamenající čtvrtfinále Světové skupiny 2015, byla vyrovnáním historického maxima. V Krakově však proti Ruskám Agnieszka a Urszula Radwańské prohrály všechny dvouhry, když dva body získala Šarapovová a jeden Kuzněcovová. Ruské deblistky navýšily za rozhodnutého stavu  konečné skóre na 4–0.
Se zrušením dvou světových skupin v roce 2019 byl zaveden finálový turnaj, do něhož se polská reprezentace premiérově probojovala v letech 2022 a 2023. V obou závěrečných tunajích ale absentovala světová jednička Iga Świąteková, která vždy končila Turnaj mistryň na americkém kontinentu a odmítla rychlý přelet do Evropy. Ostře tak zkritizovala řídící organizace WTA a ITF za neschopnost se dohodnout na přijatelném harmonogramu. V obou finálových skupinách 2022 a 2023 nevyhrály Polky ani jeden ze čtyř mezistátních zápasů.

## Výsledky

### 2010–2019
| Rok  | soutěž                                 | datum         | místo                      | soupeř      | skóre | výsledek |
| ---- | -------------------------------------- | ------------- | -------------------------- | ----------- | ----- | -------- |
| 2010 | Světová skupina II                     | 6.–7. února   | Bydhošť, Polsko            | Belgie      | 2–3   | prohra   |
| 2010 | Světová skupina II, baráž              | 24.–25. dubna | Sopoty, Polsko             | Španělsko   | 1–4   | prohra   |
| 2011 | Zóna Evropy a Afriky, blok 1. skupiny  | 2. února      | Ejlat, Izrael              | Bulharsko   | 1–2   | prohra   |
| 2011 | Zóna Evropy a Afriky, blok 1. skupiny  | 3. února      | Ejlat, Izrael              | Izrael      | 2–1   | výhra    |
| 2011 | Zóna Evropy a Afriky, blok 1. skupiny  | 4. února      | Ejlat, Izrael              | Lucembursko | 2–1   | výhra    |
| 2011 | Zóna Evropy a Afriky, baráž 1. skupiny | 5. února      | Ejlat, Izrael              | Bělorusko   | 0–2   | prohra   |
| 2012 | Zóna Evropy a Afriky, blok 1. skupiny  | 1. února      | Ejlat, Izrael              | Bulharsko   | 3–0   | výhra    |
| 2012 | Zóna Evropy a Afriky, blok 1. skupiny  | 2. února      | Ejlat, Izrael              | Chorvatsko  | 3–0   | výhra    |
| 2012 | Zóna Evropy a Afriky, blok 1. skupiny  | 3. února      | Ejlat, Izrael              | Rumunsko    | 2–1   | výhra    |
| 2012 | Zóna Evropy a Afriky, baráž 1. skupiny | 4. února      | Ejlat, Izrael              | Švédsko     | 1–2   | prohra   |
| 2013 | Zóna Evropy a Afriky, blok 1. skupiny  | 6. února      | Ejlat, Izrael              | Bulharsko   | 2–1   | výhra    |
| 2013 | Zóna Evropy a Afriky, blok 1. skupiny  | 7. února      | Ejlat, Izrael              | Turecko     | 3–0   | výhra    |
| 2013 | Zóna Evropy a Afriky, blok 1. skupiny  | 8. února      | Ejlat, Izrael              | Izrael      | 2–1   | výhra    |
| 2013 | Zóna Evropy a Afriky, baráž 1. skupiny | 9. února      | Ejlat, Izrael              | Chorvatsko  | 2–1   | výhra    |
| 2013 | Světová skupina II, baráž              | 20.–21. dubna | Koksijde, Belgie           | Belgie      | 4–1   | výhra    |
| 2014 | Světová skupina II                     | 8.–9. února   | Borås, Švédsko             | Švédsko     | 3–2   | výhra    |
| 2014 | Světová skupina II, baráž              | 19.–20. dubna | Barcelona, Španělsko       | Španělsko   | 3–2   | výhra    |
| 2015 | Světová skupina, 1. kolo               | 7.–8. února   | Krakov, Polsko             | Rusko       | 0–4   | prohra   |
| 2015 | Světová skupina II, baráž              | 18.–19. dubna | Zelená Hora, Polsko        | Švýcarsko   | 2–3   | prohra   |
| 2016 | Světová skupina II                     | 6.–7. února   | Kailua-Kona, Spojené státy | Švédsko     | 0–4   | prohra   |
| 2016 | Světová skupina II, baráž              | 16.–17. dubna | Inowrocław, Polsko         | Tchaj-wan   | 1–4   | prohra   |
| 2017 | Zóna Evropy a Afriky, blok 1. skupiny  | 8. února      | Tallinn, Estonsko          | Gruzie      | 2–1   | výhra    |
| 2017 | Zóna Evropy a Afriky, blok 1. skupiny  | 10. února     | Tallinn, Estonsko          | Rakousko    | 2–1   | výhra    |
| 2017 | Zóna Evropy a Afriky, baráž 1. skupiny | 11. února     | Tallinn, Estonsko          | Srbsko      | 1–2   | prohra   |
| 2018 | Zóna Evropy a Afriky, blok 1. skupiny  | 7. února      | Tallinn, Estonsko          | Rakousko    | 2–1   | výhra    |
| 2018 | Zóna Evropy a Afriky, blok 1. skupiny  | 8. února      | Tallinn, Estonsko          | Lotyšsko    | 1–2   | prohra   |
| 2018 | Zóna Evropy a Afriky, blok 1. skupiny  | 9. února      | Tallinn, Estonsko          | Turecko     | 2–1   | výhra    |
| 2018 | Zóna Evropy a Afriky, baráž 1. skupiny | 10. února     | Tallinn, Estonsko          | Bulharsko   | 2–0   | výhra    |
| 2019 | Zóna Evropy a Afriky, blok 1. skupiny  | 6. února      | Zelená Hora, Polsko        | Rusko       | 1–2   | prohra   |
| 2019 | Zóna Evropy a Afriky, blok 1. skupiny  | 7. února      | Zelená Hora, Polsko        | Dánsko      | 3–0   | výhra    |
| 2019 | Zóna Evropy a Afriky, baráž 1. skupiny | 8. února      | Zelená Hora, Polsko        | Ukrajina    | 2–1   | výhra    |

### 2020–2029
| Rok  | úroveň                                 | datum              | místo                       | povrch     | soupeř        | skóre | výsledek |
| ---- | -------------------------------------- | ------------------ | --------------------------- | ---------- | ------------- | ----- | -------- |
| 2021 | Zóna Evropy a Afriky, základní skupina | 6. února 2020      | Lucemburk, Lucembursko      | tvrdý (h)  | Slovinsko     | 2–1   | výhra    |
| 2021 | Zóna Evropy a Afriky, základní skupina | 7. února 2020      | Lucemburk, Lucembursko      | tvrdý (h)  | Turecko       | 3–0   | výhra    |
| 2021 | Zóna Evropy a Afriky, zápas o postup   | 8. února 2020      | Lucemburk, Lucembursko      | tvrdý (h)  | Švédsko       | 2–0   | výhra    |
| 2021 | Světová baráž                          | 16.–17. dubna 2021 | Bytom, Polsko               | tvrdý (h)  | Brazílie      | 3–2   | výhra    |
| 2022 | Kvalifikační kolo                      | 15.–16. dubna      | Radom, Polsko               | tvrdý (h)  | Rumunsko      | 4–0   | výhra    |
| 2022 | Finálový turnaj, základní skupina      | 9. listopadu       | Glasgow, Spojené království | tvrdý (h)  | Spojené státy | 1–2   | prohra   |
| 2022 | Finálový turnaj, základní skupina      | 10. listopadu      | Glasgow, Spojené království | tvrdý (h)  | Česko         | 1–2   | prohra   |
| 2023 | Kvalifikační kolo                      | 14.–15. dubna      | Astana, Kazachstán          | antuka (h) | Kazachstán    | 1–3   | prohra   |
| 2023 | Finálový turnaj, základní skupina      | 9. listopadu       | Sevilla, Španělsko          | tvrdý (h)  | Kanada        | 0–3   | prohra   |
| 2023 | Finálový turnaj, základní skupina      | 10. listopadu      | Sevilla, Španělsko          | tvrdý (h)  | Španělsko     | 1–2   | prohra   |
| 2024 | Kvalifikační kolo                      | 12.–13. dubna      | Biel/Bienne, Švýcarsko      | tvrdý (h)  | Švýcarsko     | 4–0   | výhra    |
| 2024 | Finálový turnaj, osmifinále            | 15. listopadu      | Malaga, Španělsko           | tvrdý (h)  | Španělsko     | 2–0   | výhra    |
| 2024 | Finálový turnaj, čtvrtfinále           | 16. listopadu      | Malaga, Španělsko           | tvrdý (h)  | Česko         | 2–1   | výhra    |
| 2024 | Finálový turnaj, semifinále            | 18. listopadu      | Malaga, Španělsko           | tvrdý (h)  | Itálie        | 1–2   | prohra   |

## Složení týmu
| Rok  | Členky týmu      | Členky týmu        | Členky týmu        | Členky týmu        |
| ---- | ---------------- | ------------------ | ------------------ | ------------------ |
| 2018 | Magda Linetteová | Magdalena Fręchová | Iga Świąteková     | Alicja Rosolská    |
| 2019 | Magda Linetteová | Iga Świąteková     | Magdalena Fręchová | Maja Chwalińská    |
| 2019 | Alicja Rosolská  | —                  | —                  | —                  |
| 2021 | Magda Linetteová | Iga Świąteková     | Magdalena Fręchová | Maja Chwalińská    |
| 2021 | Alicja Rosolská  | Katarzyna Kawaová  | Urszula Radwańská  | Weronika Falkowská |
| 2022 | Iga Świąteková   | Magda Linetteová   | Magdalena Fręchová | Maja Chwalińská    |
| 2022 | Alicja Rosolská  | Katarzyna Kawaová  | Martyna Kubková    | —                  |
| 2023 | Magda Linetteová | Weronika Falkowská | Magdalena Fręchová | Weronika Ewaldová  |
| 2023 | Alicja Rosolská  | Martyna Kubková    | —                  | —                  |
| 2024 | Iga Świąteková   | Magdalena Fręchová | Katarzyna Kawaová  | Maja Chwalińská    |
| 2024 | Magda Linetteová | —                  | —                  | —                  |